# IC 1362
IC 1362 је елиптична галаксија у сазвјежђу Водолија која се налази на листи објеката дубоког неба у Индекс каталогу.
Деклинација објекта је + 2° 19' 46" а ректасцензија 21h 11m 52,6s. Привидна величина (магнитуда) објекта IC 1362 износи 14,6 а фотографска магнитуда 15,6. IC 1362 је још познат и под ознакама CGCG 375-7, KARA 898, NPM1G +02.0485, PGC 66316.